# Funiculaire Schwyz-Stoos
Pour l’article homonyme, voir Funiculaire Schwyz-Stoos (1933).
Le funiculaire Schwyz-Stoos (en allemand et alémanique Standseilbahn Schwyz-Stoos) est un funiculaire suisse.

## Géographie
Le funiculaire relie le fond de la Muotatal dans la commune de Schwytz au village et station de sports d'hiver de Stoos dans la commune de Morschach en passant par la commune de Muotathal, dans le canton de Schwytz.
Avec un dénivelé de 744 mètres et une longueur de voie de 1 740 mètres, il est le funiculaire ouvert au public présentant la pente la plus forte du monde, avec un maximum de 110 % soit 47,7°,.

## Histoire
Inauguré le 15 décembre 2017, il remplace un funiculaire plus ancien ouvert en 1933.

## Galerie

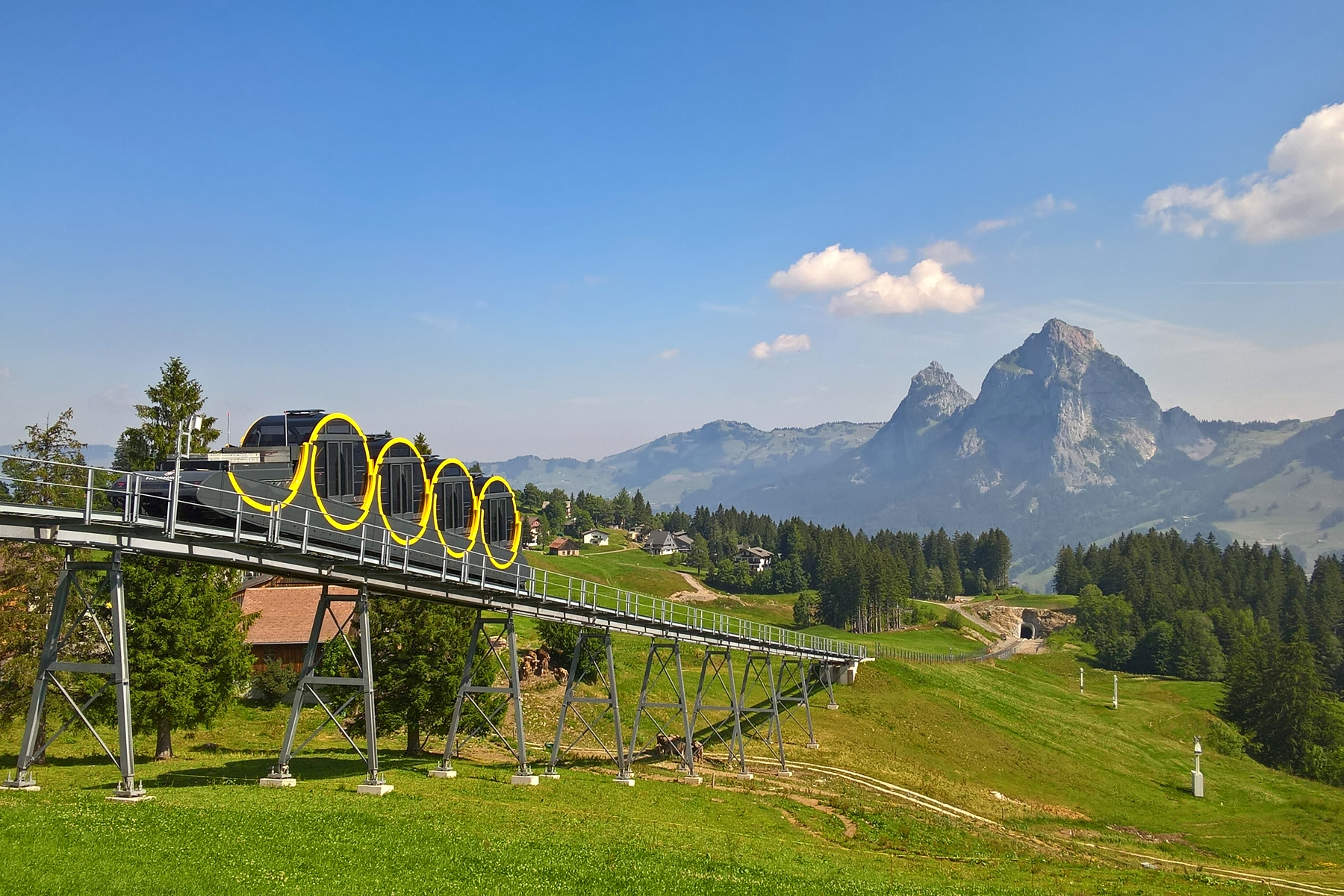
Voiture avalante quittant Stoos, avec les Mythen en fond de toile.
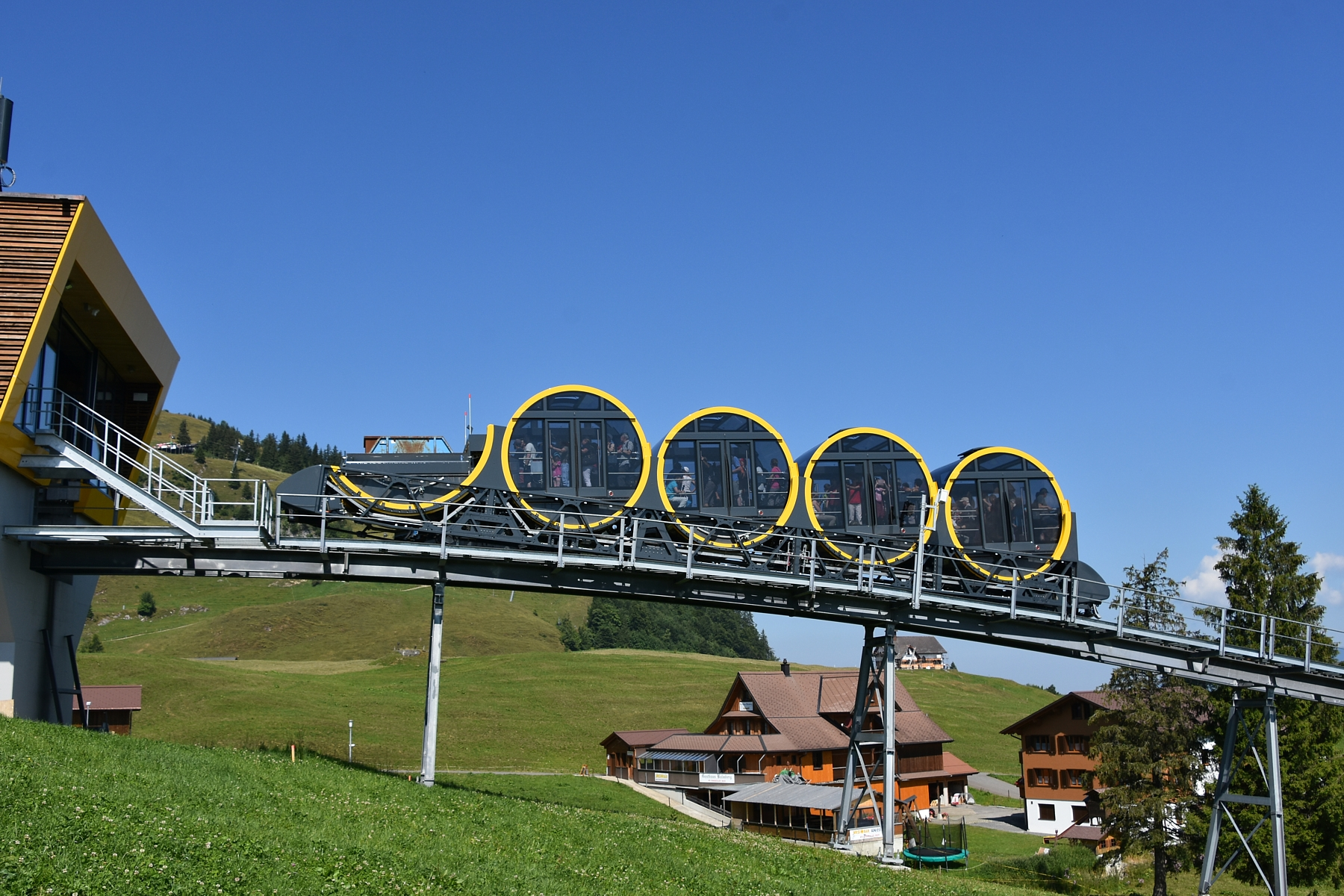
Voiture montante arrivant à la gare supérieure de Stoos.
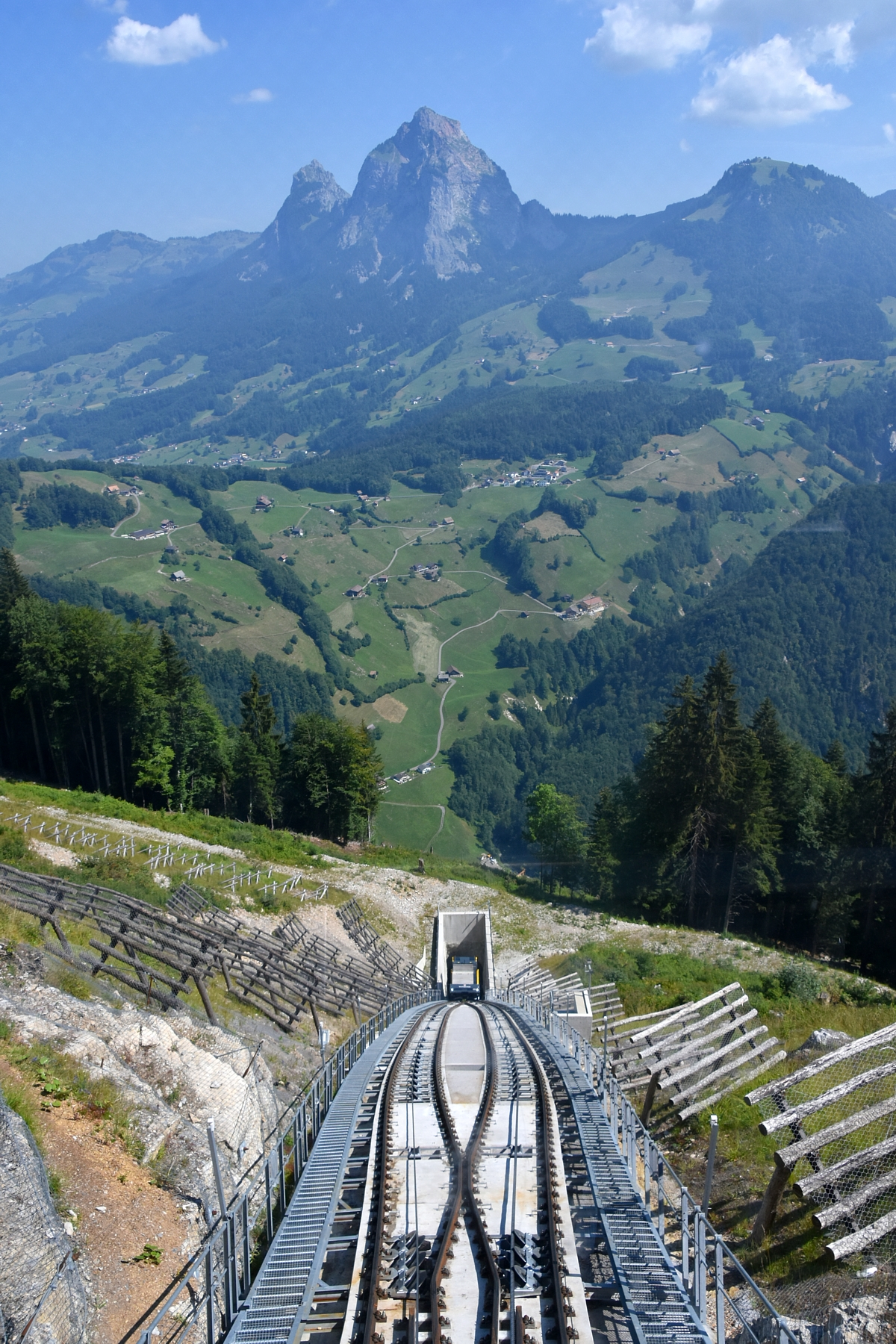
Point de croisement.
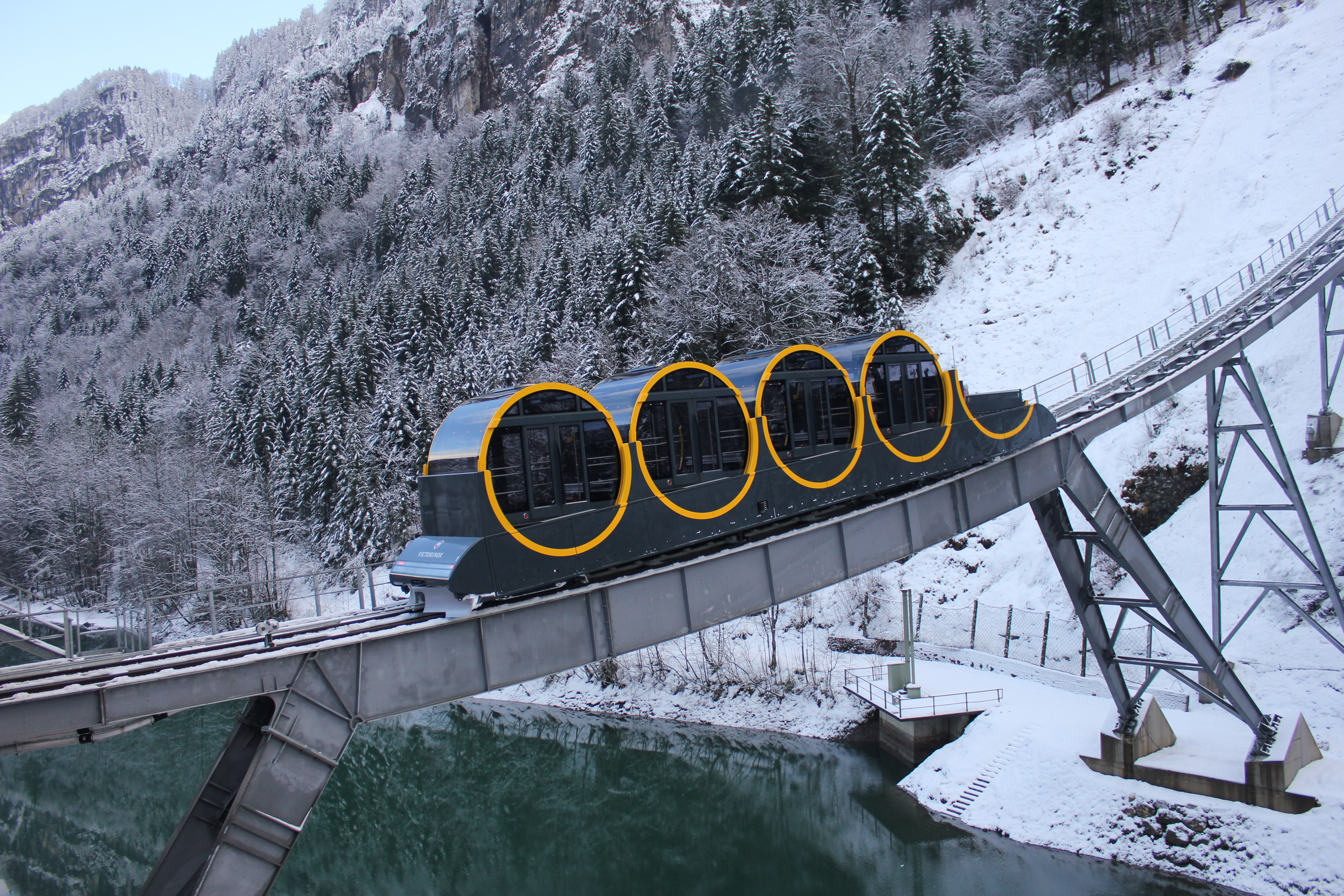
Cabines au-dessus de la Muota à proximité de la gare de départ.